# Witzelsucht
Witzelsucht o mòria (che in greco significa follia) è la ricerca patologica del motto di spirito, una sorta di "dipendenza dallo scherzo".
Si tratta di una manifestazione di patologia cerebrale organica (ad esempio in caso di sindrome frontale) per cui un paziente racconta compulsivamente giochi di parole, storielle sciocche, spesso accompagnate da comportamento infantile, come meccanismo di difesa per sviare l'attenzione da un deficit di memoria.